# Robert Herrick (digter)
 For alternative betydninger, se Robert Herrick. (Se også artikler, som begynder med Robert Herrick)
Robert Herrick (1591—1674) var en engelsk digter.
Herrick var søn af en håndværker, men kom til at studere i Cambridge og fik senere et præsteembede i landsbyen Dean Prior i Devonshire. Fra dette embede blev han forjaget 1647 som royalist og rejste derpå til London, hvor han levede sammen med digtere og skønånder.
Efter restaureringen fik han dog sit embede igen og beholdt dertil sin Død. Under sit
ophold i London udgav han to samlinger digte: Noble Numbers; or, Pious Pieces (1647) og Hesperides; or, Works both Humane and Divine (1648). Det er lyriske Digte, for en stor del ganske korte; nogle af dem er religiøse, men de fleste skildrer med melodiøs ynde det gammelengelske landliv eller besynger vin og kærlighed. Efter at Herrick i lang tid havde været ganske glemt, udkom der en samlet udgave af digtene i 1823. Den nyeste og fuldstændigste udgave er af Grosart i 3 bind (London 1878).